# Partido Laborista de Gibraltar
El Partido Laborista de Gibraltar (Gibraltar Labour Party, en inglés) fue un partido político gibraltareño. Se autodefinía como una organización de carácter progresista y socialista, que se oponía al diálogo con España respecto al futuro constitucional de Gibraltar y defendía el derecho a la autodeterminación de los gibraltareños para establecer su propio futuro.
En las elecciones de 2003 obtuvo el 8,3% de los votos y ningún representante en la Asamblea de Gibraltar. Su líder era Daniel Feetham, que anteriormente había militado en el Partido Socialista Laborista de Gibraltar (GSLP).
En 2005 se integró en el partido de los Socialdemócratas de Gibraltar del ministro principal Peter Caruana.

## Resultados electorales
| Elecciones | Candidato      | Votos      | % de votos | Escaños | Gobierno           |
| ---------- | -------------- | ---------- | ---------- | ------- | ------------------ |
| 2003       | Daniel Feetham | 9 445 (#4) | 8,35 %     | 0/17    | Extraparlamentario |

- Datos: Q1522965